# Takuya Iwanami
Takuya Iwanami (岩波 拓也 Iwanami Takuya?,  Kōbe, Hyōgo, 18 de junio de 1994) es un futbolista japonés que juega como defensa en el Vissel Kobe de la J1 League.

## Selección nacional
Fue elegido para integrar la selección de fútbol sub-23 del Japón para los Juegos Olímpicos de Verano de 2016.

## Clubes
| Club               | País  | Año       |
| ------------------ | ----- | --------- |
| Vissel Kobe        | Japón | 2012-2017 |
| Urawa Red Diamonds | Japón | 2018-2024 |
| Vissel Kobe        | Japón | 2024-     |

## Palmarés

### Títulos nacionales
| Título             | Club               | País  | Año  |
| ------------------ | ------------------ | ----- | ---- |
| Copa del Emperador | Urawa Red Diamonds | Japón | 2018 |
| Copa del Emperador | Urawa Red Diamonds | Japón | 2021 |
| Supercopa de Japón | Urawa Red Diamonds | Japón | 2022 |
| Copa del Emperador | Vissel Kobe        | Japón | 2024 |
| J1 League          | Vissel Kobe        | Japón | 2024 |

### Títulos internacionales
| Título                      | Club               | País  | Año  |
| --------------------------- | ------------------ | ----- | ---- |
| Liga de Campeones de la AFC | Urawa Red Diamonds | Japón | 2022 |